# Ephebus chontalesianus
Ephebus chontalesianus es una especie de coleóptero de la familia Endomychidae.

## Distribución geográfica
Habita en Nicaragua.